# Comisario Liebowitz
El comisario Liebowitz es un personaje ficticio de la novela gráfica Sin City de Frank Miller. En la película de 2005 está interpretado por Jude Ciccolella.

## Biografía
El comisario aparece en el Volumen 4 de la serie: That Yellow Bastard. En este episodio, tortura al Inspector John Hartigan (incluye policía, el único de la ciudad) mediante la administración de un gran número de puñetazos en la cara. También aparece en la séptima y última entrega, titulada Hell and Back.
También aparece en Sin City 2 en la historia "Sólo otro Sábado por la noche", como uno de los hombres serviles a Roark en su antro de póker. En el mismo le advierte al protagonista de la historia, Jhonny, que se marche de la ciudad tras vencer a Roark en el juego porque su vida podría correr peligro.
El Comisario Liebowitz es enorme en el cómic, pero tiene un peso normal en la película Sin City, dirigida por Robert Rodríguez y Frank Miller. Se ha interpretado en la pantalla por el actor Jude Ciccolella.

## Apariciones en cómics
- That Yellow Bastard (1996)
- Hell and Back (1999)

## Cine
- (2005) Sin City interpretado por Jude Ciccolella.
- (2014) Sin City 2 interpretado por Jude Ciccolella.

- Datos: Q2986284